# Constant dels gasos
| Valors de R en diferents unitats                                                        |
| --------------------------------------------------------------------------------------- |
| {\displaystyle {\rm {8,3144621\quad {\frac {J}{K\cdot mol}}}}}                          |
| {\displaystyle {\rm {0,08205746\quad {\frac {L\cdot atm}{K\cdot mol}}}}}                |
| {\displaystyle {\rm {8,205746\cdot 10^{-5}\quad {\frac {m^{3}\cdot atm}{K\cdot mol}}}}} |
| {\displaystyle {\rm {8,314472\quad {\frac {L\cdot kPa}{K\cdot mol}}}}}                  |
| {\displaystyle {\rm {62,36367\quad {\frac {L\cdot mmHg}{K\cdot mol}}}}}                 |
| {\displaystyle {\rm {62,36367\quad {\frac {L\cdot Torr}{K\cdot mol}}}}}                 |
| {\displaystyle {\rm {83,14472\quad {\frac {L\cdot mbar}{K\cdot mol}}}}}                 |
| {\displaystyle {\rm {1,98721\quad {\frac {cal}{K\cdot mol}}}}}                          |
| {\displaystyle {\rm {10,7316\quad {\frac {ft^{3}\cdot psi}{^{\circ }R\cdot lbmol}}}}}   |

La constant dels gasos és una constant fonamental de la física que es representa per la lletra {\textstyle R} i té un valor de:
| {\displaystyle R=8,314\,462\,1(75){\frac {J}{mol\cdot K}}} |

La constant dels gasos és una constant instrumental que apareix a moltes fórmules de física i de química d'una gran importància i també en expressions d'altres constants. La més destacada és la relació entre les magnituds d'un gas ideal mesurades en un mateix estat (pressió, {\textstyle p}, volum, {\textstyle V}, temperatura, {\textstyle T}, i nombre de mols, {\textstyle n}):
{\displaystyle R={\frac {p\cdot V}{n\cdot T}}}

## Història

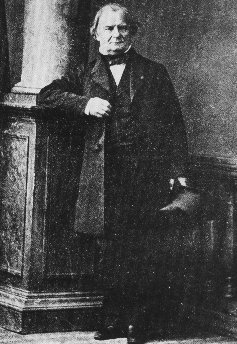
Benoît Paul Émile Clapeyron (1799-1864)

La constant dels gasos apareix per primera vegada en un article del 1834 de l'enginyer de mines francès Émile Clapeyron (1799-1864) en el qual realitzava un estudi del cicle de Carnot. En aquest article agrupà les equacions de la llei de Boyle-Mariotte i de la llei de Charles i Gay-Lussac que relacionen les variacions de pressió, {\textstyle p}, i volum, {\textstyle V}, d'un gas a temperatura, {\textstyle T}, constant la primera, i la variació de volum i temperatura a pressió constant la segona, en una sola equació que, per a una determinada quantitat de gas permet relacionar la variació de qualssevulla variables sense haver de mantenir-ne cap de constant. És l'anomenada equació de Clapeyron:{\displaystyle {\frac {p\cdot V}{T}}={\frac {p_{0}\cdot V_{0}}{T_{0}}}=R}L'elecció de la lletra {\textstyle R} per a indicar aquesta constant no és coneguda, però sembla que podria ser la primera lletra de les paraules franceses raison (raó) o rapport (ratio), emprades habitualment pels científics francesos del segle xix. La constant definida per Clapeyron no és la constant emprada en l'actualitat, ja que no és una constant universal i depèn del tipus de gas i de la seva quantitat. Clapeyron tampoc emprà la temperatura absoluta, sinó la temperatura centígrada, {\textstyle t}, i amb una relació incorrecta {\textstyle T=267+t}, que corregí l'alemany Rudolf Clausius (1822-1888) el 1850 a partir de les dades obtingudes pel francès Henri Victor Regnault (1810-1878) i obtingué {\textstyle T=273+t}.
El primer cop que s'identificà {\textstyle R} com una constant universal fou a un article del químic rus Dmitri Mendeléiev (1834-1907) del 1874 on escriu l'equació dels gasos ideals amb la massa del gas, {\textstyle m}, i la seva massa molar, {\textstyle M}. Aquesta equació es coneix amb el nom d'equació de Clapeyron-Mendeléiev:
{\displaystyle M\cdot p\cdot V=R\cdot m\cdot T}
En posteriors articles en determinà el seu valor per a diferents gasos i comprovà que es podia tractar d'una vertadera constant universal.

## Mesura

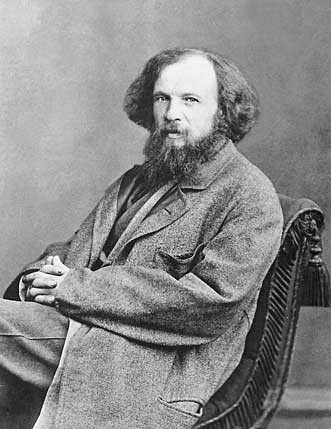
Dmitri I. Mendeléiev (1834-1907) fotografiat l'abril del 1861 pel fotògraf rus Sergey Levitsky (1819–1898)

Les primeres mesures de la constant {\textstyle R} foren realitzades per Mendeléiev basant-se en mesures de pressió, volum, temperatura i massa de diferents gasos, això és a partir de l'equació dels gasos ideals. Mendeléiev li assignà un valor, en unitats del Sistema Tècnic d'Unitats, de 845 kp·m/kmol·K, que equivalen a 8,29482 J/mol·K, un valor només 0,24% inferior al valor actual.
Les mesures més recents de la constant {\textstyle R} es basen en la termometria acústica de gasos, que consisteix en la determinació de la velocitat del so, {\textstyle v}, dins un recipient tancat ple d'un gas noble com l'argó o l'heli, ja que hi ha una relació senzilla entre aquesta velocitat i {\textstyle R}:
{\displaystyle v={\sqrt {\frac {\gamma \cdot R\cdot T}{M}}}\quad \quad \rightarrow \quad \quad R={\frac {M\cdot v^{2}}{\gamma \cdot T}}}on:
- {\displaystyle \gamma } és el coeficient de dilatació adiabàtica dels gasos que, per a un gas monoatòmic, com l'argó o l'heli, val 5/3.
- {\textstyle R} és la constant dels gasos en J/mol·K.
- {\textstyle T} és la temperatura absoluta en K.
- {\textstyle M} és la massa molar del gas que omple el recipient, en kg/mol.

Una de les darreres dades obtingudes (2011) amb aquesta tècnica donen un valor R = 8,314 456 (10) J/mol·K, amb una incertesa estàndard relativa d'1,2 × 10–6. El valor recomanat actualment sobre la base dels valors obtinguts en diferents experiments és R = 8,314 462 1(75) J/mol·K amb una incertesa de 9,1 × 10–7.

## Equacions

### Equació dels gasos ideals
{\displaystyle pV=nRT\,\!}
on p és la pressió, V el volum, n el nombre de mols i T la temperatura.

### Equació del virial dels gasos reals
{\displaystyle p\cdot V_{m}=R\cdot T\cdot (1+{\frac {B}{V_{m}}}+{\frac {C}{V_{m}^{2}}}+...)}
on p és la pressió, T la temperatura absoluta, Vm el volum molar i B, C... coeficients de l'equació.

### Constant de Boltzmann
{\displaystyle k={\frac {R}{N_{A}}}}
on k és la constant de Boltzmann i NA el nombre o constant d'Avogadro.

### Constant d'equilibri
{\displaystyle K^{0}=e^{\frac {\Delta G_{r}^{0}}{R\cdot T}}}
on K0 és la constant d'equilibri d'una reacció química, ΔGr0 és l'energia de Gibbs de la reacció i T la temperatura absoluta.

### Equació de la pressió osmòtica
{\displaystyle \Pi =c\cdot R\cdot T}
on Π és la pressió osmòtica, c la concentració en mol/l (molaritat) del solut i T la temperatura absoluta.

#### Coeficient osmòtic
{\displaystyle \phi ={\frac {\mu _{A}^{*}-\mu _{A}}{R\cdot T\cdot \ln x_{A}}}}
en el coeficient osmòtic μA* és el potencial químic del dissolvent pur, μA és el potencial químic del dissolvent en la dissolució, T és la temperatura absoluta i xA és la fracció molar del dissolvent.

### Activitat
{\displaystyle a=e^{\frac {\mu -\mu ^{0}}{R\cdot T}}}
on a és l'activitat, μ és el potencial químic, μ0 és el potencial químic estàndard i T la temperatura absoluta.

### Equació de Nernst
{\displaystyle E=E^{0}-{\frac {2,303\cdot R\cdot T}{n\cdot F}}\log \left({\frac {C^{c}\cdot D^{d}}{A^{a}\cdot B^{b}}}\right)}
a l'equació de Nernst E és el potencial corregit de l'elèctrode, E{\displaystyle {}^{0}} el potencial en condicions estàndard, T la temperatura absoluta, n els mols d'electrons que participen en la reacció, F la constant de Faraday (aproximadament 96 500 coulomb/mol), C i D són les pressions parcials i/o concentracions molars en cas de gasos o d'ions dissolts, respectivament, dels productes de reacció; A i B ídem per als reactius, i els exponents són els coeficients estequiomètrics.

## Constant dels gasos específica
La constant dels gasos específica d'un gas o barreja de gasos (Respecífica) és definida per la constant dels gasos molar dividida per la massa molar (M) del gas o barreja de gasos.
{\displaystyle R_{\text{específica}}={\frac {R}{M}}}
D'igual manera que la constant dels gasos ideals, es pot relacionar amb la constant de Boltzmann:
{\displaystyle R_{\text{específica}}={\frac {k_{\rm {B}}}{m}}}
Una altra relació important prové de la termodinàmica: relaciona la constant dels gasos específica a les capacitats tèrmiques per un gas calòricament perfecte i un gas tèrmicament perfecte:
{\displaystyle R_{\text{específica}}=c_{\rm {p}}-c_{\rm {v}}\ }
On cp és la capacitat tèrmica a pressió constant i cv és la capacitat tèrmica a volum constant.